# لرنا لافت
لُرنا لافت (انگلیسی: Lorna Luft؛ زادهٔ ۲۱ نوامبر ۱۹۵۲) یک خواننده، هنرپیشه، و پدیدآور اهل ایالات متحده آمریکا است. وی از سال ۱۹۶۳ میلادی تاکنون مشغول فعالیت بوده‌است.
از فیلم‌ها یا برنامه‌های تلویزیونی که وی در آن نقش داشته است می‌توان به گریس ۲ اشاره کرد.